# David Jacobs (scénariste)
Pour les articles homonymes, voir David Jacobs.
David Jacobs est un créateur, réalisateur, scénariste, producteur et acteur américain né le 12 août 1939 à Baltimore (Maryland) et mort le 20 août 2023 à Burbank (Californie), principalement connu pour être à l'origine des séries américaines Dallas et Côte Ouest.

## Filmographie
- 1978-1991 : Dallas (série télévisée)
- 1979-1993 : Côte Ouest (série télévisée)
- 2012-2014 : Dallas (série télévisée), suite de la série originale.